# Paridea avicauda
Paridea avicauda es una especie de insecto coleóptero de la familia Chrysomelidae.
Fue descrita en 1930 por J.C. Boissière.